# Sinophorus punctifrons
Sinophorus punctifrons là một loài tò vò trong họ Ichneumonidae.